# Composition IV
 (décembre 2024).
Si vous disposez d'ouvrages ou d'articles de référence ou si vous connaissez des sites web de qualité traitant du thème abordé ici, merci de compléter l'article en donnant les références utiles à sa vérifiabilité et en les liant à la section « Notes et références ».
Composition IV est un tableau réalisé par le peintre d'origine russe Vassily Kandinsky en 1911. Cette huile sur toile de format horizontal est une abstraction colorée. L'œuvre fait partie depuis 1965 des collections de la Kunstsammlung Nordrhein-Westfalen, à Düsseldorf, en Allemagne.